# ジョアン・ボスコ・ジ・フレイタス・シャヴェス
ボスコ（Bosco）ことジョアン・ボスコ・ジ・フレイタス・シャヴェス（ポルトガル語: João Bosco de Freitas Chaves、1974年11月14日 - ）は、ブラジルの元サッカー選手、現サッカー指導者。選手時代のポジションはGK。

## クラブ歴
1993年にスポルチ・レシフェでトップチームに昇格しプロ初出場。2000年まで在籍した。
2001年にクルゼイロECに移籍。
2002年にアソシアソン・ポルトゥゲーザ・ジ・デスポルトスに移籍。
2003年にスポルチに復帰。
2004年にフォルタレーザECがスポルチから彼を買い取った。正ゴールキーパーとしてカンピオナート・ブラジレイロ・セリエB2位に貢献した。
2005年にサンパウロFCに移籍。控えのゴールキーパーとしての立ち位置であったが、2006年にロジェリオ・セニが負傷して離脱した後のゴールを守り、カンピオナート・ブラジレイロ・セリエA制覇に貢献した。

## 指導者歴
2015年1月9日にサンタクルスFCのゴールキーパーコーチに就任しサッカー指導者となった。

## タイトル
スポルチ
- カンピオナート・ペルナンブカーノ: 1996, 1997, 1998, 1999, 2000, 2003
- コパ・ド・ノルデステ: 2000

クルゼイロ
- コパ・スル＝ミナス: 2001

フォルタレーザ
- カンピオナート・セアレンセ: 2005

サンパウロ
- FIFAクラブ世界選手権: 2005
- カンピオナート・ブラジレイロ・セリエA: 2006, 2007, 2008